# Menard (Teksas)
Menard – miasto w Stanach Zjednoczonych, w stanie Teksas, w hrabstwie Menard. W 2000 roku liczyło 1 653 mieszkańców.